# Céleste Bulkeley
Céleste Bulkeley (nascida Céleste Talour de La Cartrie, Angers, 14 de maio de 1753 – Angers, 13 de março de 1832), foi uma aristocrata francesa e uma amazona da Guerra da Vendeia.

## Biografia

### Vida sob o Antigo Regime
Céleste Julie Michèle Talour de La Cartrie de la Villenière nasceu em Angers em 14 de março de 1753, filha de Guy Barthélemy Talour de la Cartrie e Jeanne Ollivier. Os seus pais moravam no Château de la Villenière em La Pouëze. O casal teve 14 filhos, incluindo Jeanne Ambroise Talour de la Cartrie que se casou com René Prosper Sapinaud de Bois Huguet, irmão de Louis Célestin Sapinaud de la Verrie; e Toussaint Ambroise Talour de la Cartrie que se casou com Michelle Anne de L'Étoile, sua prima.
Em 1779, Céleste casou-se com Louis Henri Marie Chappot de la Brossardière. Estabeleceu-se então no Château de la Brossardière, em La Roche-sur-Yon. O casal tem uma filha, Aminthe. No entanto, Chappot de la Brossardière morreu em 27 de abril de 1785.
Em novembro de 1786, Céleste casou-se novamente com William Bulkeley, um tenente irlandês do regimento de Walsh. Nas suas memórias, Toussaint Ambroise Talour de la Cartrie escreveu que "a [sua] irmã, embora muito mais velha do que o marido, então com 34 anos, não aparentava ter mais de 20. Tinha um corpo bonito e olhos tão deslumbrantes que, na opinião de todos, ela e o marido formavam o casal mais lindo do país". Vários relatos geralmente descrevem Céleste Bulkeley como uma mulher alta e bonita com cabelos loiros.
Entre 1788 e 1790, o batalhão de Bulkeley foi enviado para a guarnição da Ilha de França (Maurícia). Segundo Talour de la Cartrie, a sua irmã, Céleste, acompanhou-o até lá. Ao regressar à França, William Bulkeley demitiu-se e o casal retirou-se para o Château de la Brossardière, em La Roche-sur-Yon.

### A Guerra da Vendeia
Em março de 1793, a Vendeia revoltou-se contra o Levée en masse. Em 14 de março de 1793, a pequena cidade de La Roche-sur-Yon foi invadida por camponeses liderados por William Bulkeley e Charles-François de Chouppes.
No dia 19 de março, William Bulkeley e de Chouppes juntaram-se a Charles de Royrand e participaram na Batalha de Pont-Charrault. Em 29 de março, desta vez juntaram-se ao exército de Jean-Baptiste Joly para participar no ataque malsucedido a Sables-d'Olonne. Também entraram em contacto com Charette, que comandava nos arredores de Legé e Machecoul.
Nas suas memórias, Toussaint Ambroise Talour de la Cartrie escreveu: «A minha irmã, corajosa como uma verdadeira heroína, nunca abandonou o marido, ao lado de quem lutou em todas as batalhas em que ele se envolveu e, embora as suas roupas tenham sido perfuradas várias vezes por balas, mesmo assim ela passou por todos os perigos sem se machucar." Le Bouvier-Desmortiers relata que "Madame de Beauglie, esposa de um oficial do regimento de Walhs, comandava uma companhia de caçadores que mantinha, dizem, às suas próprias custas, e usava o uniforme vestida de amazona. O seu caráter guerreiro não a privou de nada dos encantos do seu sexo; tão amigável na sociedade quanto corajosa no campo de batalha".
No dia 23 de agosto de 1793, os republicanos tomaram La Roche-sur-Yon, que foi evacuada pelos insurgentes. Em 26 de agosto, Jean-Baptiste Joly veio em auxílio do casal Bulkeley e tentou retomar a cidade, mas o ataque foi repelido pela coluna do General Mieszkowski.
Alguns relatos de patriotas apresentam William Bulkeley como sendo "de caráter gentil", mas deixam um julgamento mais desfavorável sobre a sua esposa, Céleste. Em 29 de agosto, o Juiz de Paz Hillaireau informou em particular que, antes de fugir de La Roche-sur-Yon, certos insurgentes apoiados por Céleste Bulkeley exigiram a morte de prisioneiros patrióticos detidos na cidade, mas que William Bulkeley e de Chouppes se opuseram a isso.
Após a derrota em La Roche-sur-Yon, Céleste e William Bulkeley refugiaram-se em Legé, onde foram recebidos por Charette. Eles então participaram da Batalha de Torfou e da Batalha de Saint-Fulgent.
No outono de 1793, juntaram-se ao Grande Armée e participaram da Virée de Galerne. Após a derrota em Le Mans, o casal Bulkeley cruzou o Loire em Ancenis, mas foi preso em Loroux-Bottereau em 24 de dezembro e levado para Angers.
Julgados pela comissão militar revolucionária de Angers, William e Céleste Bulkeley foram condenados à morte em 2 de janeiro de 1794. Céleste declara-se grávida e obtém adiamento, mas William é guilhotinado no mesmo dia. A sua empregada, Anne Lacoudre, foi baleada em 1 fevereiro de 1794. Aminthe, filha de Céleste, morreu na prisão, aos 12 anos, na noite de 10 para 11 de fevereiro de 1794.
Céleste Bulkeley foi libertada após o fim do Terror e partiu para se juntar ao exército de Charette. Em outubro de 1794, um relatório republicano relatou um ataque da "amazona Bucly" contra um destacamento de 200 soldados alojados no Château du Givre, entre Avrillé e Saint-Cyr-en-Talmondais. Após a assinatura do Tratado de La Jaunaye em fevereiro de 1795, ela retornou ao seu Château de la Brossardière. Ela seguiu Charette quando este pegou em armas em junho de 1795.
Segundo o historiador Lionel Dumarcet, Céleste Bulkeley "está, em grande medida, na origem da lenda das Amazonas de Charette […] Monarquistas e republicanos unanimemente descreveram-na disparando com mais frequência do que nunca".

### Vida durante a paz
Em outubro de 1797, Céleste Bulkeley casou-se novamente com Jacques Thoreau de la Richardière, mas ele morreu dez meses depois. Em 1803, casou-se novamente pela quarta vez com um oficial republicano da guarnição de Nantes, o capitão François Pissière, do 24.º regimento de infantaria.
Ela faleceu em Angers no dia 13 março de 1832, aos 78 anos.